# Emilia javanica
Emilia javanica là một loài thực vật có hoa trong họ Cúc. Loài này được (Burm.f.) C.B.Rob. mô tả khoa học đầu tiên năm 1908.